# بالالایکا (فیلم)
«بالالایکا» (انگلیسی: Balalaika (film)) فیلمی در ژانر موزیکال است که در سال ۱۹۳۹ منتشر شد.

## بازیگران
- نلسون ادی
- ایلونا مسی
- شارلی روگلز
- لیونل اتویل
- فرانک مورگان
- ابنر بیبرمن
- جورج توبیاس
- اِلینور وَندِرویر
- زِفی تیلبری
- زِفی تیلبری